# Martí Sánchez - Fibla
Martí Sánchez - Fibla és un investigador. És investigador al laboratori SPECS (Synthetic Perceptive, Emotive and Cognitive Systems) de la Universitat Pompeu Fabra (UPF). És doctor en ciències de la computació per la Universitat Politècnica de Catalunya (UPC) i ha realitzat la seva tesi a l'Institut d'Investigació en Intel·ligència Artificial (IIIA) del CSIC. La seva recerca gira al voltant de la neurorobòtica i de l'aprenentatge sensoriomotor. Els seus interessos en la divulgació científica i en la relació entre ciència i art el porten a realitzar el projecte Teatronika.